# Transports Régionaux Neuchâtelois
De Transports Régionaux Neuchâtelois (TRN) is een Zwitserse spoorwegmaatschappij voor personenvervoer in en rond het kanton Neuchâtel.

## Geschiedenis
De Transports Régionaux Neuchâtelois (TRN) ontstond op 1 januari 1999 door een fusie van Chemin de fer Régional du Val-de-Travers (RVT) en de Chemins de fer des Montagnes Neuchâteloises (CMN).

## Trajecten
De volgende trajecten worden door de Transports Régionaux Neuchâtelois (TRN) bediend.
Normaalspoor:
- Neuchâtel - Travers
- Travers - Buttes

Smalspoor:
- La Chaux-de-Fonds - Les Ponts-de-Martel
- Le Locte - Les Brenets